# Нокаут (генетика)
 Тази статия е за лабораторната техника нокаут .  За нокаут в бойните изкуства вижте Нокаут.
Нокаут от английски knock out (съкращение: KO) е генетичнa техника, при която даден ген или група гени се правят неработещи за организма (нокаут организъм). Нокаут организмите или просто нокаутите се използват в изследването на гени, чиято секвенция е установена, но имат неизвестни или недостатъчно известни функции. Изследователите правят сравнение и анализ на разликите между нокаут организма и нормалните организми (обикновено лабораторни мишки и плъхове).
Терминът се отнася до процеса на създаване на такъв организъм, както и за нокаут ген. Техниката по същество е обратна на генната техника нокин (Knockin). Нокаутът на два гена едновременно в организма е известен като двоен нокаут (DKO). По същия начин условията на троен нокаут и четворен нокаута се използват за описване 3 или 4 нокаутиран гени, съответно.

## Методика
Knockout се постига чрез комбинация от техники, като се започне в епруветка с плазмид, бактериална изкуствена хромозома или друга конструкция на ДНК и се пристъпи към клетъчна култура. Отделните клетки са генетично трансфектирани с ДНК конструкти. Често целта е да се създаде трансгенно животно, което има променен (нокаут) ген. Ако е така, ембрионални стволови клетки са генетично трансформирани и се вмъква в началото на развитие на ембриона. В резултат се получават животни с генетична промяна в техните герминативната линия клетки и често след това може нокаут гена премине в бъдещите поколения.
За да се създадете нокаут мъх, предпочитаният метод е трансфекция на протопласта. Такова трансформира на протопласт на Physcomitrella директно регенерира фертилни растения. Осем седмици след трансфекция растенията могат да бъдат анализирани чрез PCR.
Конструкцията е проектирана да се рекомбинира с таргетния ген, което се осъществява чрез включване на последователности от самия ген в конструкцията. Рекомбинация след това се случва в района на тази последователност в рамките на гена, а в резултат на вкарването на чужда последователност, тази на гена се нарушава. Със своята прекъсната последователност, променения ген (нокаут гена), в повечето случаи ще даде нефункционален протеин, ако въобще бъде транскрибиран и транслиран.
Условният нокаут позволява делеция в гена в тъкан или по време-специфичен начин. Това се прави чрез въвеждане на кратки последователности, наречени loxP сайтове по целия ген. Тези последователности ще бъдат въведени в герминативната клетъчна линия по същия механизъм като нокаут. Тази зародишна линия може да се кръстоса с друга герминативна линия, съдържаща Cre-рекомбиназа, която е вирусен ензим, който може да разпознае тези последователности, рекомбинира ги и изтрива гена, съдържащ тези сайтове.
Тъй като желания тип рекомбинация на ДНК е рядко явление при повечето клетки и повечето конструкции, външната последователност избрана за вмъкване обикновено включва сигнален (репортърен) ген. Това дава възможност за лесен избор на клетки или индивиди, в които нокаутът е успешен. Понякога ДНК коструктът се вгражда в хромозомата, без да се осъществи желаната хомоложна рекомбинация с таргетния ген. За да се премахне такива клетки, ДНК конструкт често съдържа втори ДНК регион, който позволява такива клетки, които да бъдат идентифицирани и да се отстранят.
В диплоидните организми, които съдържат две алела за повечето гени и може да съдържат няколко свързани гени, които сътрудничат в една функция, се извършват допълнителни стъпки на трансформация и подбор, докато всеки таргетен ген е нокаутиран. Възможно е да се налага прилагането на селекцията за създаването на хомозиготни по нокаут гените животни.